# 薛仁雅
薛仁雅（韓語：설인아，1996年1月3日—），本名房藝隣（방예린），韓國女演員。

## 個人經歷

### 出道前
薛仁雅原本夢想成為一名演員，但在公司的建議下，成為歌手後或許能更快挑戰演員身份，便在國中2年級成為偶像練習生。但之後由於公司內部情况和嚴格的管理紀律等原因，很多同伴都離開了只剩她自己。再加上適逢高三，升大學的不安感襲來，便向公司尋求諒解開始準備修能，最終被首爾藝術大學表演系錄取。

### 2015至2020年：存在感很高的配角時期
2015年，薛仁雅在電視劇《製作人的那些事》中作為Cindy的黑粉首次亮相。2016年挑戰古裝劇，在《獄中花》因遭受折磨的痛苦演技表現出強大存在感。
2020年，在《青春纪錄》飾演朴寶劍的前女友，以冷酷端莊的角色魅力獲得了好評，因而打開知名度；同年在《哲仁王后》飾演逐漸黑化的趙花真一角，壞女人演技讓她關注度持續上升。

### 2022年迄今：逐漸走紅
2022年，在《社內相親》飾演直率追愛的財閥千金陳映書，收穫不少人氣及喜愛，亮眼表現也深受業界肯定，在2022年度品牌大賞中獲選女子新人獎。

## 演出作品

### 劇集
| 年份 | 平台    | 劇名                                 | 角色                       | 備註     |
| 2015 | KBS2    | 《製作人的那些事》                   | 辛蒂（Cindy）的黑粉        | 特別出演 |
| 2016 | MBC     | 《獄中花》                           | 韓琴玉（少年）             | 配角     |
| 2017 | JTBC    | 《大力女子都奉順》                   | 趙熙智                     | 配角     |
| 2017 | KBS2    | 《學校2017》                         | 洪南珠                     | 配角     |
| 2018 | KBS     | 《明日也晴朗》                       | 姜荷妮／韓水晶             | 主演     |
| 2019 | MBC     | 《特別勞動監督官趙掌風》             | 高末淑                     | 配角     |
| 2019 | KBS2    | 《愛情是Beautiful，人生是Wonderful》 | 金清兒                     | 主演     |
| 2020 | tvN     | 《青春纪录》                         | 鄭智雅                     | 特別出演 |
| 2020 | tvN     | 《哲仁王后》                         | 趙花眞                     | 主演     |
| 2022 | SBS     | 《社內相親》                         | 陳映書                     | 主演     |
| 2023 | KBS2    | 《綠洲》                             | 吳貞心                     | 主演     |
| 2023 | Netflix | 《絕世網紅》                         | 宋娟羽                     | 特別演出 |
| 2023 | tvN     | 《閃亮的西瓜》                       | 崔世京（18歲時期）／溫恩宥 | 主演     |
| 2025 | MBC     | 《勞務師盧武鎮》                     | 羅熙珠                     | 主演     |

### 電影
| 年份 | 片名                   | 角色   | 備註 |
| 2017 | 《閉上雙眼》           | 朴美林 | 主演 |
| 2021 | 《緊急迫降》           | 林泰恩 |      |
| 2023 | 《当我们的爱成为香气》 | 赵雅拉 | 主演 |

### MV
| 年份 | 發布日期 | 歌手      | 歌曲                  | 合作藝人 | 官方影片           |
| 2014 | 2月19日  | SAM       | 林蔭道                |          | GENIE MUSIC        |
| 2016 | 3月17日  | 李成旭    | 看                    |          | 1theK              |
| 2016 | 8月11日  | 24K       | Still 24K             |          | 1theK              |
| 2017 | 4月4日   | Say Yes   | 呼唤                  |          | OGAM Entertainment |
| 2017 | 6月14日  | John Park | DND（Do Not Disturb） |          | 1theK              |
| 2017 | 12月4日  | 韓東根    | Undoable              | 李曙原   | 1theK              |
| 2022 | 7月8日   | 薛仁雅    | Pure Love             |          | MARHEN.J           |

## 綜藝節目

### 固定出演
| 年份 | 播出日期        | 頻道 | 節目名稱                | 集數 | 合作藝人                                             |
| 2018 | 5月11日—6月22日 | SBS  | 《叢林的法則—墨西哥篇》 | 7    | 金炳萬、徐恩光、任炫植、吳萬石、JOTA、崔正元、韓多感 |
| 2024 | 9月7日—11月16日 | tvN  | 《鋼鐵少女團》          | 11   | 金東炫、陳瑞妍、Uie、朴柱炫                          |
| 2025 | 7月11日—        | tvN  | 《鋼鐵少女團2》         |      | 金東炫、Uie、朴柱炫、琴世祿                          |

## 主持
| 日期                       | 頻道    | 節目名稱                | 備註          |
| 2017年1月19日              | KBS Joy | 《首爾歌謠大賞》        | 紅毯主持      |
| 2017年10月27日             | SBS     | The Seoul Awards        | 紅毯主持      |
| 2017年5月21日—2019年1月7日 | MBC     | 《Section TV 演藝通信》 |               |
| 2018年5月12日              |         | 《夢想演唱會》          |               |
| 2018年9月9日               |         | 《DMC Festival》        |               |
| 2018年11月23日             |         | 《MBN HERO CONCERT》    | MC            |
| 2018年11月4日              |         | 《濟州韓流慶典》        |               |
| 2022年12月24日             | KBS     | 《2022 KBS演藝大獎》    | [ 14 ] [ 15 ] |
| 2023年12月31日             | KBS     | 《2023 KBS演技大賞》    | [ 16 ]        |

## 獲獎及提名
| 年份 | 頒獎典禮               | 獎項                                | 作品                                 | 結果 |
| 2017 | MBC演藝大賞            | 情境喜劇部門新人獎                  | 《Section TV 演藝通信》              | 獲獎 |
| 2018 | KBS演技大獎            | 女子新人獎                          | 《明日也晴朗》                       | 獲獎 |
| 2019 | 第55屆百想藝術大獎     | 電視部門女子新人演技獎              | 《明日也晴朗》                       | 提名 |
| 2019 | KBS演技大獎            | 長篇電視劇部門 女子優秀演技獎       | 《愛情是Beautiful，人生是Wonderful》 | 獲獎 |
| 2019 | KBS演技大獎            | 最佳情侶獎（與金宰永）              | 《愛情是Beautiful，人生是Wonderful》 | 提名 |
| 2019 | MBC演技大獎            | 月火及特別計劃劇部門 助演獎         | 《特別勞動監督官趙掌風》             | 提名 |
| 2021 | 第七屆APAN Star Awards | 連續劇 女子優秀演技賞               | 《愛情是Beautiful，人生是Wonderful》 | 提名 |
| 2022 | 年度品牌大賞           | 女子演員部門 新人獎                 | 《社內相親》                         | 獲獎 |
| 2022 | SBS演技大獎            | 最佳情侶獎（與金旻奎）              | 《社內相親》                         | 獲獎 |
| 2022 | SBS演技大獎            | 迷你劇浪漫及喜劇部門 女子優秀演技獎 | 《社內相親》                         | 提名 |
| 2023 | KBS演技大獎            | 迷你電視劇部門 女子優秀演技獎       | 《綠洲》                             | 獲獎 |
| 2023 | KBS演技大獎            | 最佳情侶獎（與張東潤）              | 《綠洲》                             | 獲獎 |
| 2023 | KBS演技大獎            | 女子網路人氣獎                      | 《綠洲》                             | 獲獎 |

## 外部連結
- 薛仁雅的Instagram帳戶
- 薛仁雅在NAVER上的资料
- 薛仁雅在Daum上的资料
- 薛仁雅在HanCinema的頁面（英文）（英文）